# Chrysocerca
Chrysocerca is een geslacht van insecten uit de familie van de gaasvliegen (Chrysopidae), die tot de orde netvleugeligen (Neuroptera) behoort.

## Soorten
- C. formosana (Okamoto, 1914)
- C. jacobsoni Van der Weele, 1909
- C. nigrivultuosa (Kimmins, 1956)
- C. perturbata (Banks, 1931)
- C. ruiliana C.-k. Yang & X.-x. Wang, 1994
- C. timorina Handschin, 1935